# Седінка
Седінка (рум. Sădinca) — село у повіті Сібіу в Румунії. Входить до складу комуни Лоамнеш.
Село розташоване на відстані 235 км на північний захід від Бухареста, 23 км на північ від Сібіу, 94 км на південь від Клуж-Напоки, 126 км на захід від Брашова.

## Населення
За даними перепису населення 2002 року у селі проживали 8 осіб, усі — румуни. Усі жителі села рідною мовою назвали румунську.